# Ricardo Carriço
Ricardo Jorge Carriço de Carvalho (Cascais, 20 de Agosto de 1964) é um actor e cantor português.

## Biografia
Filho de José de Carvalho e de sua mulher Elisa Carriço, tem dois irmãos, José e João.
Frequentou as oficinas de pintura no Museu Condes de Castro Guimarães, em Cascais e no Museu Nacional de Arte Antiga, em Lisboa. Fez o curso de Design de Interiores de Equipamentos Gerais, no IADE.
Viveu em Angra do Heroísmo dos 15 aos 18 anos. A moda aparece na sua vida no liceu, quando uma amiga o convidou para fazer uma passagem de modelos de escola, para angariar dinheiro para a viagem de finalistas.
Foi casado com Inês Jordão, relação que durou apenas um ano e terminou de forma inesperada. Ricardo Carriço passou por um período conturbado (de consumo de cocaína e álcool), situação que revelou no livro autobiográfico "A Verdade de Cada Um", lançado em 2018.
Aos 56 anos voltou a casar-se a 17 de maio de 2021 com Ana Rebelo.

## Carreira
Manequim durante a década de 80 e princípios de 90, fundou em 1985 os "Ibéria" banda composta por Paulo Alcobia Neves (teclas), Carlos Brito de Sá (baixo) e Artur Almaça (bateria) dando-se a conhecer através da televisão como apresentador do programa informativo da RTP2 Lusitânia Expresso de Paulo Miguel Fortes. Ligado maioritariamente à televisão, foi intérprete nas séries televisivas Claxon (1990) e A Grande Mentira (1990), começando a aparecer regularmente em novelas como Cinzas, Verão Quente, Filhos do Vento, A Grande Aposta entre outras, e mais tarde nas séries Major Alvega (1998), Médico de Família (1999) ou Querido Professor (2000).
Regular no teatro, estreou-se em Ricardo II, de William Shakespeare, sob a direcção de Carlos Avilez no Teatro Nacional D. Maria II, após o que integrou o elenco de Odeio Hamlet, de Paul Rudnick (encenado por Diogo Infante no Teatro Villaret). Foi dirigido por Fernanda Lapa nas peças Sétimo Céu, de Caryl Churchil; Callas, O Mito Absoluto (Expo98) e Coco Chanel - Uma Mulher Fora do Tempo (Coliseu do Porto), de Fernanda Lapa; Mulheres ao Poder, adaptado de Aristófanes. Interpretou Bertolt Brecht em A Queda do Egoísta Johan Fatzer dirigido por Jorge Silva Melo (Artistas Unidos), trabalhou com Maria Emília Correia em Auto da Cananeia de Gil Vicente e participou na comédia Picasso e Eistein de Steve Martin, encenado por por Rui Mendes no Teatro da Trindade. Disse poesia em espectáculos de Gastão Cruz para a Fundação Gulbenkian.
No cinema participou em Trança Feiticeira co-produção internacional realizada por Yuanyuan Cai, entre vários filmes para a televisão.
Na sua autobiografia, "A Verdade de Cada Um", lançada em junho de 2018, Ricardo Carriço descreve um período da sua vida em que esteve viciado em cocaína.
É também conhecido por dar voz ao deus da guerra Kratos na versão portuguesa da franquia de videojogos God of War, papel que assumiu em God of War III.

## Televisão
| Ano         | Projeto                                             | Papel                                       | Notas                                                                         | Canal |
| ----------- | --------------------------------------------------- | ------------------------------------------- | ----------------------------------------------------------------------------- | ----- |
| 1989        | Lusitânia Expresso                                  |                                             | Elenco Principal                                                              | RTP1  |
| 1990        | A Grande Mentira                                    |                                             | Elenco Principal                                                              | RTP1  |
| 1991        | Claxon                                              |                                             | Elenco Principal                                                              | RTP1  |
| 1991        | Loucuras de Verão                                   |                                             | Elenco Principal                                                              | RTP1  |
| 1992        | Catavento                                           |                                             | Actor Convidado                                                               | RTP1  |
| 1992        | Cinzas                                              | Pedro Amaral Veiga                          | Elenco Principal                                                              | RTP1  |
| 1993        | Verão Quente (telenovela)                           | António Pedro (Topê) Pereira                | Elenco Principal                                                              | RTP1  |
| 1993 - 1994 | Na Paz dos Anjos                                    | Júlio Miraldino (Julinho)                   | Elenco Principal                                                              | RTP1  |
| 1994        | Trapos e Companhia                                  |                                             | Actor Convidado                                                               | TVI   |
| 1994 - 1995 | Desencontros                                        | Emídio Carvalho                             | Elenco Principal                                                              | RTP1  |
| 1995        | A Mulher do Senhor Ministro                         | Gonçalo                                     | Elenco Adicional                                                              | RTP1  |
| 1996        | Meu Querido Avô                                     | José António                                | Co-Protagonista                                                               | RTP1  |
| 1996 - 1997 | Filhos do Vento                                     | Ramon                                       | Elenco Adicional                                                              | RTP1  |
| 1997        | A Grande Aposta                                     | Orlando Gomes                               | Co-Protagonista                                                               | RTP1  |
| 1997 - 2000 | Médico de Família                                   | Júlio                                       | Elenco Principal                                                              | SIC   |
| 1998        | Major Alvega                                        | Major da RAF Jaime Eduardo de Cook e Alvega | Protagonista                                                                  | RTP1  |
| 1999        | Cruzamentos                                         |                                             | Actor Convidado                                                               | RTP1  |
| 1999        | Nós os Ricos                                        |                                             | Actor Convidado                                                               | RTP1  |
| 2000        | Jornalistas                                         |                                             | Actor Convidado                                                               | SIC   |
| 2000 - 2001 | Querido Professor                                   | Miguel                                      | Protagonista                                                                  | SIC   |
| 2001        | Bastidores                                          |                                             | Actor Convidado                                                               | RTP1  |
| 2001        | Segredo de Justiça                                  | João Castello                               | Protagonista                                                                  | RTP1  |
| 2003        | Domingo é Domingo!                                  | Ele Próprio                                 | Apresentador, ao lado de Serenella Andrade, Isabel Figueira e Daniel Oliveira | RTP1  |
| 2004 - 2006 | O Jogo                                              | Vasco Vasconcelos                           | Co-Protagonista                                                               | SIC   |
| 2004        | Uma Aventura                                        |                                             | Actor Convidado                                                               | SIC   |
| 2004        | Inspector Max                                       | José Araújo                                 | Actor Convidado                                                               | TVI   |
| 2005        | Ninguém Como Tu                                     | Pedro Paredes da Silva                      | Protagonista                                                                  | TVI   |
| 2005        | O Diário de Sofia                                   | Alexandre                                   | Actor Convidado                                                               | RTP   |
| 2006        | Fala-me de Amor                                     | Eduardo Varela                              | Protagonista                                                                  | TVI   |
| 2007        | Morangos Com Açúcar 5                               | Professor Telles                            | Actor Convidado                                                               | TVI   |
| 2008        | Casos da Vida - Episódio: O Amor não Escolhe Idades | Alexandre                                   | Protagonista                                                                  | TVI   |
| 2008        | Casos da Vida - Episódio: Caixinha de Música        | Paulo Azevedo                               | Protagonista                                                                  | TVI   |
| 2008        | Liberdade 21                                        |                                             | Actor Convidado                                                               | RTP1  |
| 2008 - 2009 | Flor do Mar                                         | Gustavo Mello e Silva                       | Antagonista                                                                   | TVI   |
| 2009        | Uma Aventura na Casa Assombrada                     | Bartolomeu                                  | Participação Especial                                                         | SIC   |
| 2010 - 2011 | Laços de Sangue                                     | Jaime Vilar                                 | Elenco Principal                                                              | SIC   |
| 2011        | Maternidade 2ª Série                                | José Vilas-Boas                             | Elenco Principal                                                              | RTP1  |
| 2011        | Liberdade 21                                        | Pai de Bernardo                             | Participação Especial                                                         | RTP1  |
| 2012 - 2013 | Dancin' Days                                        | Artur                                       | Participação Especial                                                         | SIC   |
| 2013        | Sol de Inverno                                      | Francisco Aragão                            | Participação Especial                                                         | SIC   |
| 2014 - 2015 | Mar Salgado                                         | Sebastião Cardoso                           | Elenco Principal                                                              | SIC   |
| 2016 - 2017 | Rainha das Flores                                   | Rui Sá                                      | Elenco Principal                                                              | SIC   |
| 2017        | Espelho d'Água                                      | Nuno Vidigal                                | Elenco Adicional                                                              | SIC   |
| 2017 - 2018 | Paixão                                              | Juiz                                        | Elenco Adicional                                                              | SIC   |
| 2018 - 2019 | Vidas Opostas                                       | Artur Silva                                 | Elenco Principal                                                              | SIC   |
| 2019        | Golpe de Sorte                                      | Gonçalo Vasques                             | Elenco Adicional                                                              | SIC   |
| 2020 - 2021 | Amar Demais                                         | Gabriel Vilanova                            | Elenco Principal                                                              | TVI   |
| 2021        | O Clube                                             | Fernando «Nandinho»                         | Participação Especial (OPTO)                                                  | SIC   |
| 2021        | Pôr do Sol                                          | Piloto                                      | Elenco Principal                                                              | RTP1  |
| 2022        | Contado Por Mulheres                                | Sargento                                    | Elenco Adicional                                                              | RTP1  |

## Filmografia
- Portugal (1991), de Rui Simões
- Conto de Natal (1993), de Álvaro Fugulin
- A Trança Feiticeira (1995)
- Chassés-croisés (1996)
- Maigret (1997)
- O Último Natal 2 (2001)
- Amália - O Filme (2008)
- Uma Aventura na Casa Assombrada (2009)
- Eclipse em Portugal (2014)
- Os Gatos não Têm Vertigens (2014)
- Capitão Falcão (2015)
- Linhas de Sangue (2018)
- Vive e Deixa Andar, James (2024)

## Streaming
| Ano  | Projeto   | Papel         | Notas            | Canal        |
| ---- | --------- | ------------- | ---------------- | ------------ |
| 2023 | Jack Ryan | Rodrigo Marin | Elenco Adicional | Amazon Prime |

## Videojogos
- God of War III (2010)
- God of War: Ascension (2013) [6]
- God of War (2018) [7]
- God of War Ragnarök (2022)[8]

## Discografia

### Álbum de Estúdio
- 2014 O Meu Mundo EP
  - 1- Tu
  - 2- Amigos
  - 3- O Meu Mundo
  - 4- Sou do Mar
  - 5- Lágrima Lusitana
  - 6- Cru